# Movilița (Vrancea)
Movilița es una comuna ubicada en el distrito de Vrancea, Rumania.

## Superficie
Posee una superficie de 57,88 kilómetros cuadrados.

## Demografía
Hasta 2021 la población era de 3476 habitantes, con una densidad de población de 60,06 habitantes por kilómetro cuadrado.